# Подарунок (фільм, 2015)
«Подарунок» (англ. The Gift) — австралійсько-американський трилер режисера, продюсера, сценариста і актора Джоела Едґертона, що вийшов 2015 року. У головних ролях Джейсон Бейтман, Ребекка Голл.
Вперше фільм у США продемонстрували 7 серпня 2015 року. В Україні у кінопрокаті показ фільму розпочався 13 серпня 2015 року.

## Сюжет
Саймон і Робін — молоде і щасливе подружжя, що вважає своє життя ідеальним. Проте Саймон випадково зустрічається зі своїм колишнім однокласником Ґордо — незграбним, проте доброзичливим чоловіком.

## Творці фільму

### Знімальна група
Кінорежисер — Джоел Едґертон, сценаристом був Джоел Едґертон, кінопродюсерами — Джоел Едґертон, Джейсон Блум і Ребекка Єлдем, виконавчі продюсери — Жанетт Брілл, Люк Етьєн і Купер Самуельсон. Композитори: Денні Бенсі і Сандер Джурріаанс, кінооператор — Едуард Ґрау, кіномонтаж: Люк Дулан. Підбір акторів — Террі Тейлор, художник-постановник: Річард Шерман, артдиректор: Лорін Флеммінґ, художник по костюмах — Террі Андерсон.

### У ролях
| Актор           | Персонаж                                     | Роль                         |
| --------------- | -------------------------------------------- | ---------------------------- |
| Джейсон Бейтман | Саймон англ. Simon                           | чоловік Робін                |
| Ребекка Голл    | Робін англ. Robyn                            | дружина Саймона              |
| Джоел Едґертон  | Ґордон «Ґордо» англ. Gordon "Gordo"          | колишній однокласник Саймона |
| Еллісон Толман  | Люсі англ. Lucy                              |                              |
| Тім Ґріффін     | Кевін «КейКей» Кілор англ. Kevin 'KK' Keelor |                              |
| Девід Денман    | Грег англ. Greg                              |                              |
| Бізі Філіпс     | Даффі англ. Duffy                            |                              |

## Сприйняття

### Критика
Фільм отримав позитивні відгуки: Rotten Tomatoes дав оцінку 92% на основі 112 відгуків від критиків (середня оцінка 7,5/10) і 80% від глядачів зі середньою оцінкою 3,8/5 (29 498 голосів). Загалом на сайті фільми має позитивний рейтинг, фільму зарахований «стиглий помідор» від кінокритиків і «попкорн» від глядачів, Internet Movie Database — 7,6/10 (9 930 голосів), Metacritic — 78/100 (30 відгуків критиків) і 8,3/10 від глядачів (110 голосів). Загалом на цьому ресурсі від критиків і глядачів фільм отримав позитивні відгуки.
Щомісячний журнал про кінематограф «Empire» сказав, що це чудовий фільм і поставив йому 4 зірки з 5, підсумувавши, що «цей винахідливий і гострий трилер позначає ще одну нитку у талановитому бантику Едґертона».

### Касові збори
Під час показу у США, що розпочався 7 серпня 2015 року, протягом першого тижня фільм показали у 2 503 кінотеатрах і він зібрав 11 854 273 $, що на той час дозволило йому зайняти 3 місце серед усіх прем'єр. Станом на 23 серпня 2015 року показ фільму триває 17 днів (2,4 тижня) і за цей час фільм зібрав у прокаті у США 31 053 000 доларів США (за іншими даними 31 053 163 $), а у решті світу 2 500 000 $ (за іншими даними 2 897 826 $), тобто загалом 33 553 000 доларів США (за іншими даними 33 950 989 $) при бюджеті 5 млн доларів США.

### Виноски
1. 1 2  The Gift: Release Info (англ.). Internet Movie Database. Процитовано 8 серпня 2015.
2. 1 2  Подарунок. Kino-teatr.ua. Процитовано 8 серпня 2015.
3. ↑  Barbara Chai (29 липня 2015). In Directorial Debut, Actor Joel Edgerton Delivers a ‘Gift’ (англ.). Wall Street Journal. Процитовано 8 серпня 2015.
4. 1 2 3 4 5  The Gift (2015) (англ.). Box Office Mojo. Процитовано 24 серпня 2015.
5. 1 2 3 4  The Gift (2015) (англ.). The Numbers. Процитовано 24 серпня 2015.
6. 1 2  The Gift (англ.). Internet Movie Database. Процитовано 24 серпня 2015.
7. ↑  The Gift: Full Cast & Crew (англ.). Internet Movie Database. Процитовано 8 серпня 2015.
8. ↑  The Gift (англ.). Rotten Tomatoes. Процитовано 24 серпня 2015.
9. ↑  The Gift (англ.). Metacritic. Процитовано 24 серпня 2015.
10. ↑  Kim Newman. The Gift. House warning present (англ.). Empire. Процитовано 21 серпня 2015.